# Короленко, Владимир Галактионович
Влади́мир Галактио́нович Короле́нко (15 [27] июля 1853, Житомир — 25 декабря 1921, Полтава) — русский писатель, журналист, прозаик и редактор, общественный деятель. Почётный академик Императорской Академии наук по разряду изящной словесности (1900—1902, с 1918).
Известный публицист, заслуживший признание своей правозащитной деятельностью как в годы царской власти, так и в период Гражданской войны и советской власти. Короленко был связан с революционным движением, за что неоднократно подвергался арестам и ссылкам. Значительная часть литературных произведений писателя навеяна впечатлениями о проведённом в Житомире детстве и ссылкой в Сибирь.

## Биография

### Детство и юность

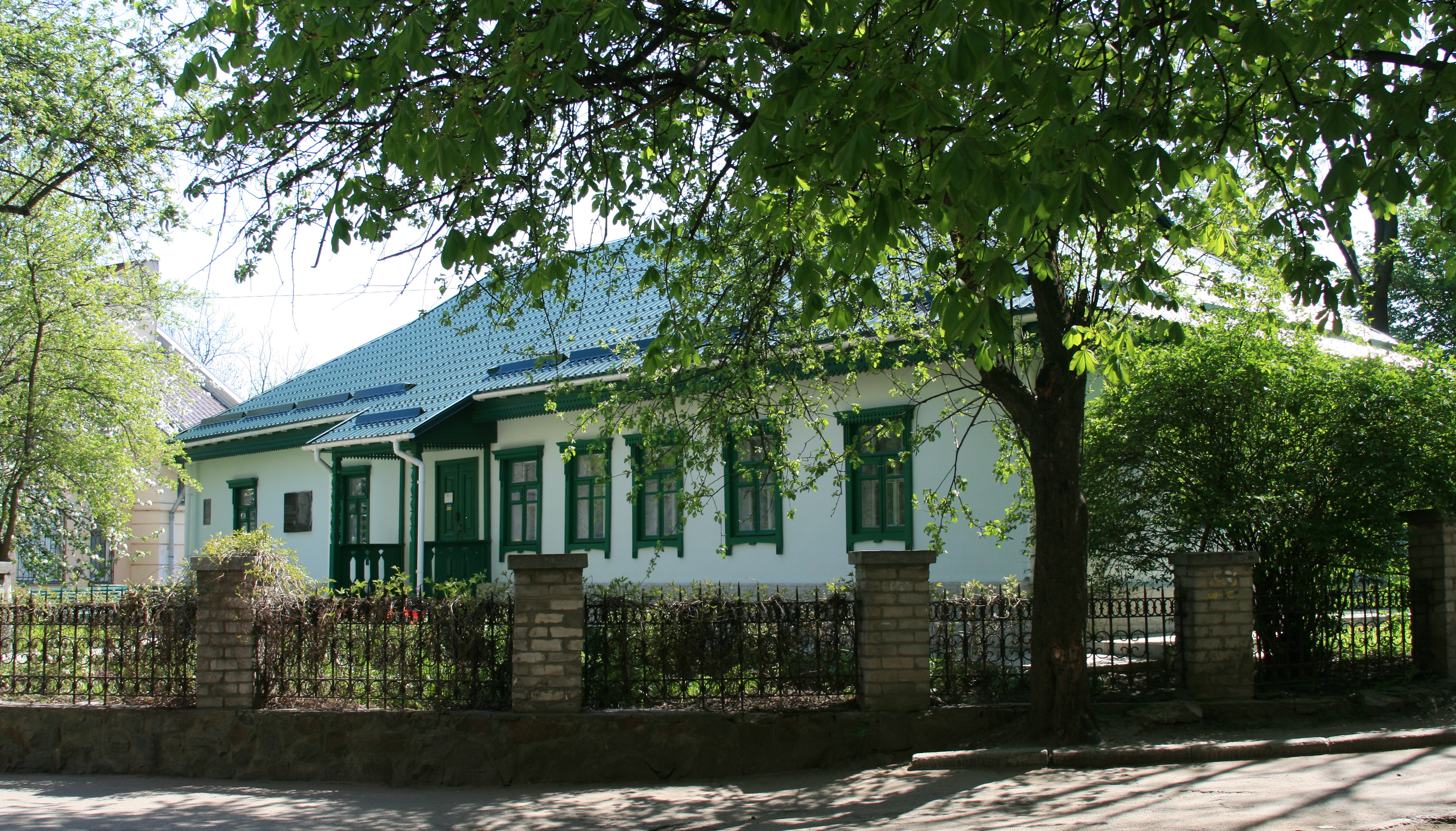
Житомирский дом, в котором прошли детские и ранние юношеские годы В. Короленко, с 1973 года — музей

Короленко родился в Житомире в семье уездного судьи. Согласно семейному преданию, дед писателя, Афанасий Яковлевич (ок. 1787 — ок. 1857), происходил из казацкого рода, восходившего к миргородскому казачьему полковнику Ивану Королю:5—6; сестра деда Екатерина Короленко — бабушка академика Вернадского.

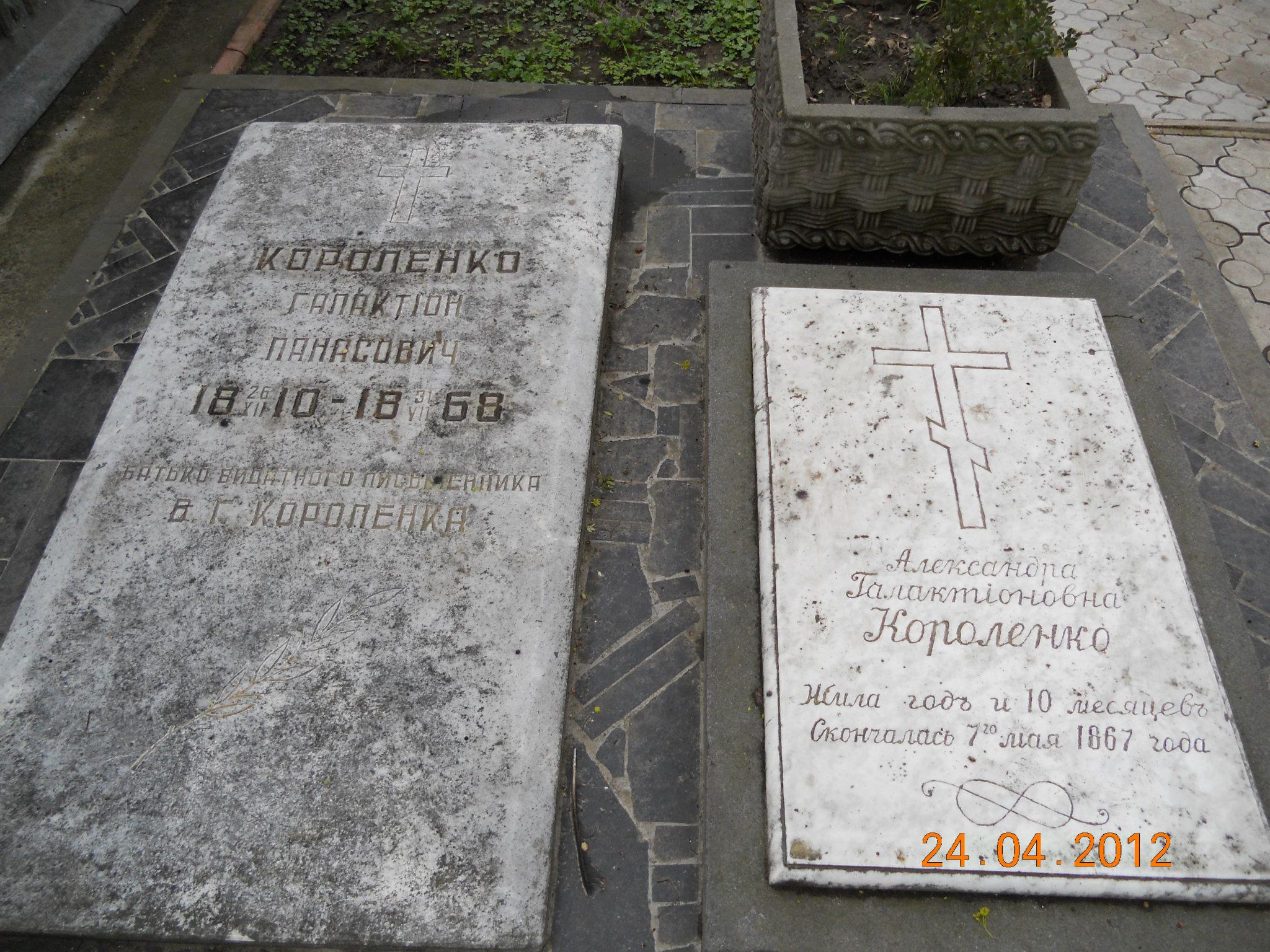
Могила отца и младшей сестры писателя В. Г. Короленко. г. Ровно, Украина

Отец писателя, суровый и замкнутый и вместе с тем неподкупный и справедливый, Галактион Афанасьевич Короленко (1810—1868), имевший на 1858 год чин коллежского асессора и служивший житомирским уездным судьёй, оказал огромное влияние на формирование мировоззрения сына. Впоследствии образ отца был запечатлён писателем в его знаменитой повести «В дурном обществе». Мать писателя, Эвелина Иосифовна (в девичестве Скуревич; 1833—1903), была полькой, и польский язык был в детстве для Владимира родным.
У Короленко был старший брат Юлиан (1851—1904), младший — Илларион (1854—1915) и две младшие сестры — Мария (в замужестве Лошкарёва; 1856—1917) и Эвелина (в замужестве Никитина; 1861—1905). Третья сестра, Александра Галактионовна Короленко, умерла 7 мая 1867 года в возрасте 1 года и 10 месяцев. Похоронена в Ровно.
Владимир Короленко начал учёбу в польском пансионе Рыхлинского, затем учился в Житомирской гимназии, а после того как отец был переведён по службе в Ровно, продолжил среднее образование в Ровенском реальном училище, окончив его уже после смерти отца. В 1871 году поступил в Петербургский технологический институт, но из-за материальных трудностей вынужден был его покинуть и перейти в 1874 году на стипендию в Петровскую земледельческую академию в Москве.
|                                           |                                           |                                           |                                           |                                           |                                           |                                        |                                        |                                                |                                                |                                                |                                                |                                                |                                                | Короленко Григорий                          | Короленко Григорий                          | Короленко Григорий                           | Короленко Григорий                           | Короленко Григорий                           | Короленко Григорий                           |                                              |                                              | ?                          | ?                          | ?                                            | ?                                            | ?                                            | ?                                            |                                              |                                              |                                         |                                         |                                           |                                           |                                           |                                           |                                           |                                           |   |   |                                             |                                             |                                             |                                             |                                             |                                             |                                        |                                        |                                                |                                                |                                                |                                                |                                                |                                                |                                          |                                          |                                          |                                          |
|                                           |                                           |                                           |                                           |                                           |                                           |                                        |                                        |                                                |                                                |                                                |                                                |                                                |                                                | Короленко Григорий                          | Короленко Григорий                          | Короленко Григорий                           | Короленко Григорий                           | Короленко Григорий                           | Короленко Григорий                           |                                              |                                              | ?                          | ?                          | ?                                            | ?                                            | ?                                            | ?                                            |                                              |                                              |                                         |                                         |                                           |                                           |                                           |                                           |                                           |                                           |   |   |                                             |                                             |                                             |                                             |                                             |                                             |                                        |                                        |                                                |                                                |                                                |                                                |                                                |                                                |                                          |                                          |                                          |                                          |
|                                           |                                           |                                           |                                           |                                           |                                           |                                        |                                        |                                                |                                                |                                                |                                                |                                                |                                                |                                             |                                             |                                              |                                              |                                              |                                              |                                              |                                              |                            |                            |                                              |                                              |                                              |                                              |                                              |                                              |                                         |                                         |                                           |                                           |                                           |                                           |                                           |                                           |   |   |                                             |                                             |                                             |                                             |                                             |                                             |                                        |                                        |                                                |                                                |                                                |                                                |                                                |                                                |                                          |                                          |                                          |                                          |
|                                           |                                           |                                           |                                           |                                           |                                           |                                        |                                        |                                                |                                                |                                                |                                                |                                                |                                                |                                             |                                             |                                              |                                              | Короленко Яков Григорьевич                   | Короленко Яков Григорьевич                   | Короленко Яков Григорьевич                   | Короленко Яков Григорьевич                   | Короленко Яков Григорьевич | Короленко Яков Григорьевич |                                              |                                              | ?                                            | ?                                            | ?                                            | ?                                            | ?                                       | ?                                       |                                           |                                           |                                           |                                           |                                           |                                           |   |   |                                             |                                             |                                             |                                             |                                             |                                             |                                        |                                        |                                                |                                                |                                                |                                                |                                                |                                                |                                          |                                          |                                          |                                          |
|                                           |                                           |                                           |                                           |                                           |                                           |                                        |                                        |                                                |                                                |                                                |                                                |                                                |                                                |                                             |                                             |                                              |                                              | Короленко Яков Григорьевич                   | Короленко Яков Григорьевич                   | Короленко Яков Григорьевич                   | Короленко Яков Григорьевич                   | Короленко Яков Григорьевич | Короленко Яков Григорьевич |                                              |                                              | ?                                            | ?                                            | ?                                            | ?                                            | ?                                       | ?                                       |                                           |                                           |                                           |                                           |                                           |                                           |   |   |                                             |                                             |                                             |                                             |                                             |                                             |                                        |                                        |                                                |                                                |                                                |                                                |                                                |                                                |                                          |                                          |                                          |                                          |
|                                           |                                           |                                           |                                           |                                           |                                           |                                        |                                        |                                                |                                                |                                                |                                                |                                                |                                                |                                             |                                             |                                              |                                              |                                              |                                              |                                              |                                              |                            |                            |                                              |                                              |                                              |                                              |                                              |                                              |                                         |                                         |                                           |                                           |                                           |                                           |                                           |                                           |   |   |                                             |                                             |                                             |                                             |                                             |                                             |                                        |                                        |                                                |                                                |                                                |                                                |                                                |                                                |                                          |                                          |                                          |                                          |
|                                           |                                           |                                           |                                           |                                           |                                           |                                        |                                        |                                                |                                                |                                                |                                                |                                                |                                                |                                             |                                             |                                              |                                              |                                              |                                              |                                              |                                              |                            |                            |                                              |                                              |                                              |                                              |                                              |                                              |                                         |                                         |                                           |                                           |                                           |                                           |                                           |                                           |   |   |                                             |                                             |                                             |                                             |                                             |                                             |                                        |                                        |                                                |                                                |                                                |                                                |                                                |                                                |                                          |                                          |                                          |                                          |
|                                           |                                           |                                           |                                           |                                           |                                           |                                        |                                        | Короленко Афанасий Яковлевич (1787 — ок. 1860) | Короленко Афанасий Яковлевич (1787 — ок. 1860) | Короленко Афанасий Яковлевич (1787 — ок. 1860) | Короленко Афанасий Яковлевич (1787 — ок. 1860) | Короленко Афанасий Яковлевич (1787 — ок. 1860) | Короленко Афанасий Яковлевич (1787 — ок. 1860) |                                             |                                             | Мальская Ева                                 | Мальская Ева                                 | Мальская Ева                                 | Мальская Ева                                 | Мальская Ева                                 | Мальская Ева                                 |                            |                            | Короленко Максим Яковлевич                   | Короленко Максим Яковлевич                   | Короленко Максим Яковлевич                   | Короленко Максим Яковлевич                   | Короленко Максим Яковлевич                   | Короленко Максим Яковлевич                   |                                         |                                         | ?                                         | ?                                         | ?                                         | ?                                         | ?                                         | ?                                         |   |   | Вернадский Василий Иванович (1770—1845)     | Вернадский Василий Иванович (1770—1845)     | Вернадский Василий Иванович (1770—1845)     | Вернадский Василий Иванович (1770—1845)     | Вернадский Василий Иванович (1770—1845)     | Вернадский Василий Иванович (1770—1845)     |                                        |                                        | Короленко Екатерина Яковлевна (1781—1844)      | Короленко Екатерина Яковлевна (1781—1844)      | Короленко Екатерина Яковлевна (1781—1844)      | Короленко Екатерина Яковлевна (1781—1844)      | Короленко Екатерина Яковлевна (1781—1844)      | Короленко Екатерина Яковлевна (1781—1844)      |                                          |                                          |                                          |                                          |
|                                           |                                           |                                           |                                           |                                           |                                           |                                        |                                        | Короленко Афанасий Яковлевич (1787 — ок. 1860) | Короленко Афанасий Яковлевич (1787 — ок. 1860) | Короленко Афанасий Яковлевич (1787 — ок. 1860) | Короленко Афанасий Яковлевич (1787 — ок. 1860) | Короленко Афанасий Яковлевич (1787 — ок. 1860) | Короленко Афанасий Яковлевич (1787 — ок. 1860) |                                             |                                             | Мальская Ева                                 | Мальская Ева                                 | Мальская Ева                                 | Мальская Ева                                 | Мальская Ева                                 | Мальская Ева                                 |                            |                            | Короленко Максим Яковлевич                   | Короленко Максим Яковлевич                   | Короленко Максим Яковлевич                   | Короленко Максим Яковлевич                   | Короленко Максим Яковлевич                   | Короленко Максим Яковлевич                   |                                         |                                         | ?                                         | ?                                         | ?                                         | ?                                         | ?                                         | ?                                         |   |   | Вернадский Василий Иванович (1770—1845)     | Вернадский Василий Иванович (1770—1845)     | Вернадский Василий Иванович (1770—1845)     | Вернадский Василий Иванович (1770—1845)     | Вернадский Василий Иванович (1770—1845)     | Вернадский Василий Иванович (1770—1845)     |                                        |                                        | Короленко Екатерина Яковлевна (1781—1844)      | Короленко Екатерина Яковлевна (1781—1844)      | Короленко Екатерина Яковлевна (1781—1844)      | Короленко Екатерина Яковлевна (1781—1844)      | Короленко Екатерина Яковлевна (1781—1844)      | Короленко Екатерина Яковлевна (1781—1844)      |                                          |                                          |                                          |                                          |
|                                           |                                           |                                           |                                           |                                           |                                           |                                        |                                        |                                                |                                                |                                                |                                                |                                                |                                                |                                             |                                             |                                              |                                              |                                              |                                              |                                              |                                              |                            |                            |                                              |                                              |                                              |                                              |                                              |                                              |                                         |                                         |                                           |                                           |                                           |                                           |                                           |                                           |   |   |                                             |                                             |                                             |                                             |                                             |                                             |                                        |                                        |                                                |                                                |                                                |                                                |                                                |                                                |                                          |                                          |                                          |                                          |
|                                           |                                           |                                           |                                           |                                           |                                           |                                        |                                        |                                                |                                                |                                                |                                                |                                                |                                                |                                             |                                             |                                              |                                              |                                              |                                              |                                              |                                              |                            |                            |                                              |                                              |                                              |                                              |                                              |                                              |                                         |                                         |                                           |                                           |                                           |                                           |                                           |                                           |   |   |                                             |                                             |                                             |                                             |                                             |                                             |                                        |                                        |                                                |                                                |                                                |                                                |                                                |                                                |                                          |                                          |                                          |                                          |
| Скуревич Эвелина Иосифовна (1833—1903)    | Скуревич Эвелина Иосифовна (1833—1903)    | Скуревич Эвелина Иосифовна (1833—1903)    | Скуревич Эвелина Иосифовна (1833—1903)    | Скуревич Эвелина Иосифовна (1833—1903)    | Скуревич Эвелина Иосифовна (1833—1903)    |                                        |                                        | Короленко Галактион Афанасьевич (1810—1868)    | Короленко Галактион Афанасьевич (1810—1868)    | Короленко Галактион Афанасьевич (1810—1868)    | Короленко Галактион Афанасьевич (1810—1868)    | Короленко Галактион Афанасьевич (1810—1868)    | Короленко Галактион Афанасьевич (1810—1868)    |                                             |                                             | Короленко Никтополион Афанасьевич (1811 — ?) | Короленко Никтополион Афанасьевич (1811 — ?) | Короленко Никтополион Афанасьевич (1811 — ?) | Короленко Никтополион Афанасьевич (1811 — ?) | Короленко Никтополион Афанасьевич (1811 — ?) | Короленко Никтополион Афанасьевич (1811 — ?) |                            |                            |                                              |                                              |                                              |                                              | Короленко Евграф Максимович (1810—1880)      | Короленко Евграф Максимович (1810—1880)      | Короленко Евграф Максимович (1810—1880) | Короленко Евграф Максимович (1810—1880) | Короленко Евграф Максимович (1810—1880)   | Короленко Евграф Максимович (1810—1880)   |                                           |                                           | ?                                         | ?                                         | ? | ? | ?                                           | ?                                           |                                             |                                             | Вернадский Иван Васильевич (1821—1884)      | Вернадский Иван Васильевич (1821—1884)      | Вернадский Иван Васильевич (1821—1884) | Вернадский Иван Васильевич (1821—1884) | Вернадский Иван Васильевич (1821—1884)         | Вернадский Иван Васильевич (1821—1884)         |                                                |                                                | Константинович Анна Петровна (1837—1898)       | Константинович Анна Петровна (1837—1898)       | Константинович Анна Петровна (1837—1898) | Константинович Анна Петровна (1837—1898) | Константинович Анна Петровна (1837—1898) | Константинович Анна Петровна (1837—1898) |
| Скуревич Эвелина Иосифовна (1833—1903)    | Скуревич Эвелина Иосифовна (1833—1903)    | Скуревич Эвелина Иосифовна (1833—1903)    | Скуревич Эвелина Иосифовна (1833—1903)    | Скуревич Эвелина Иосифовна (1833—1903)    | Скуревич Эвелина Иосифовна (1833—1903)    |                                        |                                        | Короленко Галактион Афанасьевич (1810—1868)    | Короленко Галактион Афанасьевич (1810—1868)    | Короленко Галактион Афанасьевич (1810—1868)    | Короленко Галактион Афанасьевич (1810—1868)    | Короленко Галактион Афанасьевич (1810—1868)    | Короленко Галактион Афанасьевич (1810—1868)    |                                             |                                             | Короленко Никтополион Афанасьевич (1811 — ?) | Короленко Никтополион Афанасьевич (1811 — ?) | Короленко Никтополион Афанасьевич (1811 — ?) | Короленко Никтополион Афанасьевич (1811 — ?) | Короленко Никтополион Афанасьевич (1811 — ?) | Короленко Никтополион Афанасьевич (1811 — ?) |                            |                            |                                              |                                              |                                              |                                              | Короленко Евграф Максимович (1810—1880)      | Короленко Евграф Максимович (1810—1880)      | Короленко Евграф Максимович (1810—1880) | Короленко Евграф Максимович (1810—1880) | Короленко Евграф Максимович (1810—1880)   | Короленко Евграф Максимович (1810—1880)   |                                           |                                           | ?                                         | ?                                         | ? | ? | ?                                           | ?                                           |                                             |                                             | Вернадский Иван Васильевич (1821—1884)      | Вернадский Иван Васильевич (1821—1884)      | Вернадский Иван Васильевич (1821—1884) | Вернадский Иван Васильевич (1821—1884) | Вернадский Иван Васильевич (1821—1884)         | Вернадский Иван Васильевич (1821—1884)         |                                                |                                                | Константинович Анна Петровна (1837—1898)       | Константинович Анна Петровна (1837—1898)       | Константинович Анна Петровна (1837—1898) | Константинович Анна Петровна (1837—1898) | Константинович Анна Петровна (1837—1898) | Константинович Анна Петровна (1837—1898) |
|                                           |                                           |                                           |                                           |                                           |                                           |                                        |                                        |                                                |                                                |                                                |                                                |                                                |                                                |                                             |                                             |                                              |                                              |                                              |                                              |                                              |                                              |                            |                            |                                              |                                              |                                              |                                              |                                              |                                              |                                         |                                         |                                           |                                           |                                           |                                           |                                           |                                           |   |   |                                             |                                             |                                             |                                             |                                             |                                             |                                        |                                        |                                                |                                                |                                                |                                                |                                                |                                                |                                          |                                          |                                          |                                          |
|                                           |                                           |                                           |                                           |                                           |                                           |                                        |                                        |                                                |                                                |                                                |                                                |                                                |                                                |                                             |                                             |                                              |                                              |                                              |                                              |                                              |                                              |                            |                            |                                              |                                              |                                              |                                              |                                              |                                              |                                         |                                         |                                           |                                           |                                           |                                           |                                           |                                           |   |   |                                             |                                             |                                             |                                             |                                             |                                             |                                        |                                        |                                                |                                                |                                                |                                                |                                                |                                                |                                          |                                          |                                          |                                          |
| Короленко Юлиан Галактионович (1851—1904) | Короленко Юлиан Галактионович (1851—1904) | Короленко Юлиан Галактионович (1851—1904) | Короленко Юлиан Галактионович (1851—1904) | Короленко Юлиан Галактионович (1851—1904) | Короленко Юлиан Галактионович (1851—1904) |                                        |                                        | Короленко Владимир Галактионович (1853—1921)   | Короленко Владимир Галактионович (1853—1921)   | Короленко Владимир Галактионович (1853—1921)   | Короленко Владимир Галактионович (1853—1921)   | Короленко Владимир Галактионович (1853—1921)   | Короленко Владимир Галактионович (1853—1921)   |                                             |                                             | Ивановская Евдокия Семёновна (1855—1940)     | Ивановская Евдокия Семёновна (1855—1940)     | Ивановская Евдокия Семёновна (1855—1940)     | Ивановская Евдокия Семёновна (1855—1940)     | Ивановская Евдокия Семёновна (1855—1940)     | Ивановская Евдокия Семёновна (1855—1940)     |                            |                            | Короленко Илларион Галактионович (1854—1915) | Короленко Илларион Галактионович (1854—1915) | Короленко Илларион Галактионович (1854—1915) | Короленко Илларион Галактионович (1854—1915) | Короленко Илларион Галактионович (1854—1915) | Короленко Илларион Галактионович (1854—1915) |                                         |                                         | Короленко Мария Галактионовна (1856—1917) | Короленко Мария Галактионовна (1856—1917) | Короленко Мария Галактионовна (1856—1917) | Короленко Мария Галактионовна (1856—1917) | Короленко Мария Галактионовна (1856—1917) | Короленко Мария Галактионовна (1856—1917) |   |   | Короленко Эвелина Галактионовна (1861—1905) | Короленко Эвелина Галактионовна (1861—1905) | Короленко Эвелина Галактионовна (1861—1905) | Короленко Эвелина Галактионовна (1861—1905) | Короленко Эвелина Галактионовна (1861—1905) | Короленко Эвелина Галактионовна (1861—1905) |                                        |                                        | Короленко Александра Галактионовна (1866—1867) | Короленко Александра Галактионовна (1866—1867) | Короленко Александра Галактионовна (1866—1867) | Короленко Александра Галактионовна (1866—1867) | Короленко Александра Галактионовна (1866—1867) | Короленко Александра Галактионовна (1866—1867) |                                          |                                          |                                          |                                          |
| Короленко Юлиан Галактионович (1851—1904) | Короленко Юлиан Галактионович (1851—1904) | Короленко Юлиан Галактионович (1851—1904) | Короленко Юлиан Галактионович (1851—1904) | Короленко Юлиан Галактионович (1851—1904) | Короленко Юлиан Галактионович (1851—1904) |                                        |                                        | Короленко Владимир Галактионович (1853—1921)   | Короленко Владимир Галактионович (1853—1921)   | Короленко Владимир Галактионович (1853—1921)   | Короленко Владимир Галактионович (1853—1921)   | Короленко Владимир Галактионович (1853—1921)   | Короленко Владимир Галактионович (1853—1921)   |                                             |                                             | Ивановская Евдокия Семёновна (1855—1940)     | Ивановская Евдокия Семёновна (1855—1940)     | Ивановская Евдокия Семёновна (1855—1940)     | Ивановская Евдокия Семёновна (1855—1940)     | Ивановская Евдокия Семёновна (1855—1940)     | Ивановская Евдокия Семёновна (1855—1940)     |                            |                            | Короленко Илларион Галактионович (1854—1915) | Короленко Илларион Галактионович (1854—1915) | Короленко Илларион Галактионович (1854—1915) | Короленко Илларион Галактионович (1854—1915) | Короленко Илларион Галактионович (1854—1915) | Короленко Илларион Галактионович (1854—1915) |                                         |                                         | Короленко Мария Галактионовна (1856—1917) | Короленко Мария Галактионовна (1856—1917) | Короленко Мария Галактионовна (1856—1917) | Короленко Мария Галактионовна (1856—1917) | Короленко Мария Галактионовна (1856—1917) | Короленко Мария Галактионовна (1856—1917) |   |   | Короленко Эвелина Галактионовна (1861—1905) | Короленко Эвелина Галактионовна (1861—1905) | Короленко Эвелина Галактионовна (1861—1905) | Короленко Эвелина Галактионовна (1861—1905) | Короленко Эвелина Галактионовна (1861—1905) | Короленко Эвелина Галактионовна (1861—1905) |                                        |                                        | Короленко Александра Галактионовна (1866—1867) | Короленко Александра Галактионовна (1866—1867) | Короленко Александра Галактионовна (1866—1867) | Короленко Александра Галактионовна (1866—1867) | Короленко Александра Галактионовна (1866—1867) | Короленко Александра Галактионовна (1866—1867) |                                          |                                          |                                          |                                          |
|                                           |                                           |                                           |                                           |                                           |                                           |                                        |                                        |                                                |                                                |                                                |                                                |                                                |                                                |                                             |                                             |                                              |                                              |                                              |                                              |                                              |                                              |                            |                            |                                              |                                              |                                              |                                              |                                              |                                              |                                         |                                         |                                           |                                           |                                           |                                           |                                           |                                           |   |   |                                             |                                             |                                             |                                             |                                             |                                             |                                        |                                        |                                                |                                                |                                                |                                                |                                                |                                                |                                          |                                          |                                          |                                          |
|                                           |                                           |                                           |                                           |                                           |                                           |                                        |                                        |                                                |                                                |                                                |                                                |                                                |                                                |                                             |                                             |                                              |                                              |                                              |                                              |                                              |                                              |                            |                            |                                              |                                              |                                              |                                              |                                              |                                              |                                         |                                         |                                           |                                           |                                           |                                           |                                           |                                           |   |   |                                             |                                             |                                             |                                             |                                             |                                             |                                        |                                        |                                                |                                                |                                                |                                                |                                                |                                                |                                          |                                          |                                          |                                          |
| Короленко Софья Владимировна (1886—1957)  | Короленко Софья Владимировна (1886—1957)  | Короленко Софья Владимировна (1886—1957)  | Короленко Софья Владимировна (1886—1957)  | Короленко Софья Владимировна (1886—1957)  | Короленко Софья Владимировна (1886—1957)  |                                        |                                        | Короленко Наталья Владимировна (1888—1950)     | Короленко Наталья Владимировна (1888—1950)     | Короленко Наталья Владимировна (1888—1950)     | Короленко Наталья Владимировна (1888—1950)     | Короленко Наталья Владимировна (1888—1950)     | Короленко Наталья Владимировна (1888—1950)     |                                             |                                             | Ляхович Константин Иванович (1885—1921)      | Ляхович Константин Иванович (1885—1921)      | Ляхович Константин Иванович (1885—1921)      | Ляхович Константин Иванович (1885—1921)      | Ляхович Константин Иванович (1885—1921)      | Ляхович Константин Иванович (1885—1921)      |                            |                            | Короленко Елена Владимировна (1892—1893)     | Короленко Елена Владимировна (1892—1893)     | Короленко Елена Владимировна (1892—1893)     | Короленко Елена Владимировна (1892—1893)     | Короленко Елена Владимировна (1892—1893)     | Короленко Елена Владимировна (1892—1893)     |                                         |                                         | Короленко Ольга Владимировна (1895—1896)  | Короленко Ольга Владимировна (1895—1896)  | Короленко Ольга Владимировна (1895—1896)  | Короленко Ольга Владимировна (1895—1896)  | Короленко Ольга Владимировна (1895—1896)  | Короленко Ольга Владимировна (1895—1896)  |   |   |                                             |                                             |                                             |                                             |                                             |                                             |                                        |                                        |                                                |                                                |                                                |                                                |                                                |                                                |                                          |                                          |                                          |                                          |
| Короленко Софья Владимировна (1886—1957)  | Короленко Софья Владимировна (1886—1957)  | Короленко Софья Владимировна (1886—1957)  | Короленко Софья Владимировна (1886—1957)  | Короленко Софья Владимировна (1886—1957)  | Короленко Софья Владимировна (1886—1957)  |                                        |                                        | Короленко Наталья Владимировна (1888—1950)     | Короленко Наталья Владимировна (1888—1950)     | Короленко Наталья Владимировна (1888—1950)     | Короленко Наталья Владимировна (1888—1950)     | Короленко Наталья Владимировна (1888—1950)     | Короленко Наталья Владимировна (1888—1950)     |                                             |                                             | Ляхович Константин Иванович (1885—1921)      | Ляхович Константин Иванович (1885—1921)      | Ляхович Константин Иванович (1885—1921)      | Ляхович Константин Иванович (1885—1921)      | Ляхович Константин Иванович (1885—1921)      | Ляхович Константин Иванович (1885—1921)      |                            |                            | Короленко Елена Владимировна (1892—1893)     | Короленко Елена Владимировна (1892—1893)     | Короленко Елена Владимировна (1892—1893)     | Короленко Елена Владимировна (1892—1893)     | Короленко Елена Владимировна (1892—1893)     | Короленко Елена Владимировна (1892—1893)     |                                         |                                         | Короленко Ольга Владимировна (1895—1896)  | Короленко Ольга Владимировна (1895—1896)  | Короленко Ольга Владимировна (1895—1896)  | Короленко Ольга Владимировна (1895—1896)  | Короленко Ольга Владимировна (1895—1896)  | Короленко Ольга Владимировна (1895—1896)  |   |   |                                             |                                             |                                             |                                             |                                             |                                             |                                        |                                        |                                                |                                                |                                                |                                                |                                                |                                                |                                          |                                          |                                          |                                          |
|                                           |                                           |                                           |                                           |                                           |                                           |                                        |                                        |                                                |                                                |                                                |                                                |                                                |                                                |                                             |                                             |                                              |                                              |                                              |                                              |                                              |                                              |                            |                            |                                              |                                              |                                              |                                              |                                              |                                              |                                         |                                         |                                           |                                           |                                           |                                           |                                           |                                           |   |   |                                             |                                             |                                             |                                             |                                             |                                             |                                        |                                        |                                                |                                                |                                                |                                                |                                                |                                                |                                          |                                          |                                          |                                          |
|                                           |                                           |                                           |                                           | Шигалёв Сергей Иванович (1895—1942)       | Шигалёв Сергей Иванович (1895—1942)       | Шигалёв Сергей Иванович (1895—1942)    | Шигалёв Сергей Иванович (1895—1942)    | Шигалёв Сергей Иванович (1895—1942)            | Шигалёв Сергей Иванович (1895—1942)            |                                                |                                                | Ляхович Софья Константиновна (1914—1993)       | Ляхович Софья Константиновна (1914—1993)       | Ляхович Софья Константиновна (1914—1993)    | Ляхович Софья Константиновна (1914—1993)    | Ляхович Софья Константиновна (1914—1993)     | Ляхович Софья Константиновна (1914—1993)     |                                              |                                              | Иванов Виктор …                              | Иванов Виктор …                              | Иванов Виктор …            | Иванов Виктор …            | Иванов Виктор …                              | Иванов Виктор …                              |                                              |                                              |                                              |                                              |                                         |                                         |                                           |                                           |                                           |                                           |                                           |                                           |   |   |                                             |                                             |                                             |                                             |                                             |                                             |                                        |                                        |                                                |                                                |                                                |                                                |                                                |                                                |                                          |                                          |                                          |                                          |
|                                           |                                           |                                           |                                           | Шигалёв Сергей Иванович (1895—1942)       | Шигалёв Сергей Иванович (1895—1942)       | Шигалёв Сергей Иванович (1895—1942)    | Шигалёв Сергей Иванович (1895—1942)    | Шигалёв Сергей Иванович (1895—1942)            | Шигалёв Сергей Иванович (1895—1942)            |                                                |                                                | Ляхович Софья Константиновна (1914—1993)       | Ляхович Софья Константиновна (1914—1993)       | Ляхович Софья Константиновна (1914—1993)    | Ляхович Софья Константиновна (1914—1993)    | Ляхович Софья Константиновна (1914—1993)     | Ляхович Софья Константиновна (1914—1993)     |                                              |                                              | Иванов Виктор …                              | Иванов Виктор …                              | Иванов Виктор …            | Иванов Виктор …            | Иванов Виктор …                              | Иванов Виктор …                              |                                              |                                              |                                              |                                              |                                         |                                         |                                           |                                           |                                           |                                           |                                           |                                           |   |   |                                             |                                             |                                             |                                             |                                             |                                             |                                        |                                        |                                                |                                                |                                                |                                                |                                                |                                                |                                          |                                          |                                          |                                          |
|                                           |                                           |                                           |                                           |                                           |                                           |                                        |                                        |                                                |                                                |                                                |                                                |                                                |                                                |                                             |                                             |                                              |                                              |                                              |                                              |                                              |                                              |                            |                            |                                              |                                              |                                              |                                              |                                              |                                              |                                         |                                         |                                           |                                           |                                           |                                           |                                           |                                           |   |   |                                             |                                             |                                             |                                             |                                             |                                             |                                        |                                        |                                                |                                                |                                                |                                                |                                                |                                                |                                          |                                          |                                          |                                          |
| Шерман Валентин Вениаминович (1934—1996)  | Шерман Валентин Вениаминович (1934—1996)  | Шерман Валентин Вениаминович (1934—1996)  | Шерман Валентин Вениаминович (1934—1996)  | Шерман Валентин Вениаминович (1934—1996)  | Шерман Валентин Вениаминович (1934—1996)  |                                        |                                        | Ляхович Наталия Сергеевна (род. 1939)          | Ляхович Наталия Сергеевна (род. 1939)          | Ляхович Наталия Сергеевна (род. 1939)          | Ляхович Наталия Сергеевна (род. 1939)          | Ляхович Наталия Сергеевна (род. 1939)          | Ляхович Наталия Сергеевна (род. 1939)          |                                             |                                             | Иванова Елена Викторовна (род. 1946)         | Иванова Елена Викторовна (род. 1946)         | Иванова Елена Викторовна (род. 1946)         | Иванова Елена Викторовна (род. 1946)         | Иванова Елена Викторовна (род. 1946)         | Иванова Елена Викторовна (род. 1946)         |                            |                            |                                              |                                              |                                              |                                              |                                              |                                              |                                         |                                         |                                           |                                           |                                           |                                           |                                           |                                           |   |   |                                             |                                             |                                             |                                             |                                             |                                             |                                        |                                        |                                                |                                                |                                                |                                                |                                                |                                                |                                          |                                          |                                          |                                          |
| Шерман Валентин Вениаминович (1934—1996)  | Шерман Валентин Вениаминович (1934—1996)  | Шерман Валентин Вениаминович (1934—1996)  | Шерман Валентин Вениаминович (1934—1996)  | Шерман Валентин Вениаминович (1934—1996)  | Шерман Валентин Вениаминович (1934—1996)  |                                        |                                        | Ляхович Наталия Сергеевна (род. 1939)          | Ляхович Наталия Сергеевна (род. 1939)          | Ляхович Наталия Сергеевна (род. 1939)          | Ляхович Наталия Сергеевна (род. 1939)          | Ляхович Наталия Сергеевна (род. 1939)          | Ляхович Наталия Сергеевна (род. 1939)          |                                             |                                             | Иванова Елена Викторовна (род. 1946)         | Иванова Елена Викторовна (род. 1946)         | Иванова Елена Викторовна (род. 1946)         | Иванова Елена Викторовна (род. 1946)         | Иванова Елена Викторовна (род. 1946)         | Иванова Елена Викторовна (род. 1946)         |                            |                            |                                              |                                              |                                              |                                              |                                              |                                              |                                         |                                         |                                           |                                           |                                           |                                           |                                           |                                           |   |   |                                             |                                             |                                             |                                             |                                             |                                             |                                        |                                        |                                                |                                                |                                                |                                                |                                                |                                                |                                          |                                          |                                          |                                          |
|                                           |                                           |                                           |                                           |                                           |                                           |                                        |                                        |                                                |                                                |                                                |                                                |                                                |                                                |                                             |                                             |                                              |                                              |                                              |                                              |                                              |                                              |                            |                            |                                              |                                              |                                              |                                              |                                              |                                              |                                         |                                         |                                           |                                           |                                           |                                           |                                           |                                           |   |   |                                             |                                             |                                             |                                             |                                             |                                             |                                        |                                        |                                                |                                                |                                                |                                                |                                                |                                                |                                          |                                          |                                          |                                          |
|                                           |                                           |                                           |                                           | Шерман Сергей Валентинович (род. 1969)    | Шерман Сергей Валентинович (род. 1969)    | Шерман Сергей Валентинович (род. 1969) | Шерман Сергей Валентинович (род. 1969) | Шерман Сергей Валентинович (род. 1969)         | Шерман Сергей Валентинович (род. 1969)         |                                                |                                                | Засельская Наталия Владимировна (род. 1974)    | Засельская Наталия Владимировна (род. 1974)    | Засельская Наталия Владимировна (род. 1974) | Засельская Наталия Владимировна (род. 1974) | Засельская Наталия Владимировна (род. 1974)  | Засельская Наталия Владимировна (род. 1974)  |                                              |                                              |                                              |                                              |                            |                            |                                              |                                              |                                              |                                              |                                              |                                              |                                         |                                         |                                           |                                           |                                           |                                           |                                           |                                           |   |   |                                             |                                             |                                             |                                             |                                             |                                             |                                        |                                        |                                                |                                                |                                                |                                                |                                                |                                                |                                          |                                          |                                          |                                          |
|                                           |                                           |                                           |                                           | Шерман Сергей Валентинович (род. 1969)    | Шерман Сергей Валентинович (род. 1969)    | Шерман Сергей Валентинович (род. 1969) | Шерман Сергей Валентинович (род. 1969) | Шерман Сергей Валентинович (род. 1969)         | Шерман Сергей Валентинович (род. 1969)         |                                                |                                                | Засельская Наталия Владимировна (род. 1974)    | Засельская Наталия Владимировна (род. 1974)    | Засельская Наталия Владимировна (род. 1974) | Засельская Наталия Владимировна (род. 1974) | Засельская Наталия Владимировна (род. 1974)  | Засельская Наталия Владимировна (род. 1974)  |                                              |                                              |                                              |                                              |                            |                            |                                              |                                              |                                              |                                              |                                              |                                              |                                         |                                         |                                           |                                           |                                           |                                           |                                           |                                           |   |   |                                             |                                             |                                             |                                             |                                             |                                             |                                        |                                        |                                                |                                                |                                                |                                                |                                                |                                                |                                          |                                          |                                          |                                          |
|                                           |                                           |                                           |                                           |                                           |                                           |                                        |                                        |                                                |                                                |                                                |                                                |                                                |                                                |                                             |                                             |                                              |                                              |                                              |                                              |                                              |                                              |                            |                            |                                              |                                              |                                              |                                              |                                              |                                              |                                         |                                         |                                           |                                           |                                           |                                           |                                           |                                           |   |   |                                             |                                             |                                             |                                             |                                             |                                             |                                        |                                        |                                                |                                                |                                                |                                                |                                                |                                                |                                          |                                          |                                          |                                          |
|                                           |                                           |                                           |                                           |                                           |                                           |                                        |                                        |                                                |                                                |                                                |                                                |                                                |                                                |                                             |                                             |                                              |                                              |                                              |                                              |                                              |                                              |                            |                            |                                              |                                              |                                              |                                              |                                              |                                              |                                         |                                         |                                           |                                           |                                           |                                           |                                           |                                           |   |   |                                             |                                             |                                             |                                             |                                             |                                             |                                        |                                        |                                                |                                                |                                                |                                                |                                                |                                                |                                          |                                          |                                          |                                          |
|                                           |                                           |                                           |                                           | Шерман Ефим Сергеевич (род. 1994)         | Шерман Ефим Сергеевич (род. 1994)         | Шерман Ефим Сергеевич (род. 1994)      | Шерман Ефим Сергеевич (род. 1994)      | Шерман Ефим Сергеевич (род. 1994)              | Шерман Ефим Сергеевич (род. 1994)              |                                                |                                                | Шерман Всеволод Сергеевич (род. 2002)          | Шерман Всеволод Сергеевич (род. 2002)          | Шерман Всеволод Сергеевич (род. 2002)       | Шерман Всеволод Сергеевич (род. 2002)       | Шерман Всеволод Сергеевич (род. 2002)        | Шерман Всеволод Сергеевич (род. 2002)        |                                              |                                              |                                              |                                              |                            |                            |                                              |                                              |                                              |                                              |                                              |                                              |                                         |                                         |                                           |                                           |                                           |                                           |                                           |                                           |   |   |                                             |                                             |                                             |                                             |                                             |                                             |                                        |                                        |                                                |                                                |                                                |                                                |                                                |                                                |                                          |                                          |                                          |                                          |

### Революционная деятельность и ссылка

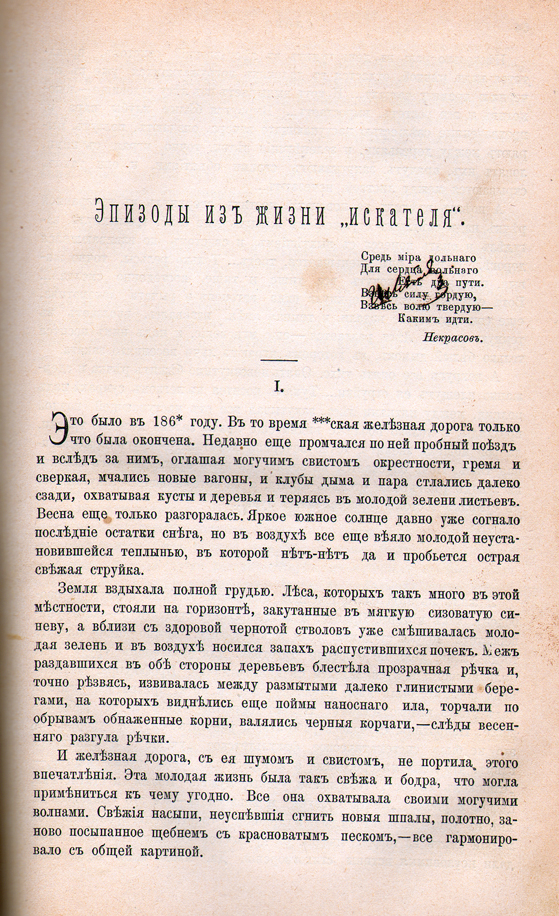
Литературный дебют в журнале «Слово», 1879, № 7

С ранних лет Короленко примкнул к революционному народническому движению. В 1876 году за участие в народнических студенческих кружках он был исключён из академии и выслан в Кронштадт под надзор полиции. В Кронштадте молодой человек зарабатывал на жизнь чертёжной работой:47—48.
По окончании срока Кронштадтской ссылки Короленко возвратился в Петербург и в 1877 поступил в Горный институт. К этому периоду относится начало литературной деятельности Короленко. В июле 1879 года в петербургском журнале «Слово» была напечатана первая новелла писателя «Эпизоды из жизни „искателя“». Этот рассказ Короленко первоначально предназначал для журнала «Отечественные записки», однако первая проба пера оказалась неудачной — редактор журнала М. Е. Салтыков-Щедрин вернул молодому автору рукопись со словами: «Оно бы и ничего… да зелено… зелено очень». Но ещё весной 1879 года по подозрению в революционной деятельности Короленко вновь был исключён из института и выслан в Глазов Вятской губернии.
3 июня 1879 года вместе с братом Илларионом писатель в сопровождении жандармов был доставлен в этот уездный город. Писатель оставался в Глазове до октября, пока в результате двух жалоб Короленко на действия вятской администрации его наказание не было ужесточено. 25 октября 1879 года Короленко был отправлен в Бисеровскую волость с назначением жительства в Берёзовских починках, где он пробыл до конца января 1880 года. Оттуда за самовольную отлучку в село Афанасьевское писатель был выслан сначала в вятскую тюрьму, а затем в Вышневолоцкую пересыльную тюрьму.
Из Вышнего Волочка отправлен в Сибирь, но возвращён с дороги. 9 августа 1880 года вместе с очередной партией ссыльных он прибыл в Томск для дальнейшего следования на восток. Располагался в доме по адресу ул. Пушкина, 48.

«В Томске нас поместили в пересыльную тюрьму, большой каменный одноэтажный корпус, — вспоминал впоследствии Короленко. — Но на следующий день в тюрьму явился губернаторский чиновник с сообщением, что верховная комиссия Лорис-Меликова, рассмотрев наши дела, постановила освободить несколько человек, а шестерым объявить, что они возвращаются в пределы Европейской России под надзор полиции. В их числе оказался и я…»
С сентября 1880 года по август 1881 года жил в Перми в качестве политического ссыльного, служил табельщиком и письмоводителем на железной дороге.
В марте 1881 года Короленко отказался от индивидуальной присяги новому царю Александру ІІІ и 11 августа 1881 года был выслан из Перми в Сибирь. Вторично прибыл в Томск в сопровождении двух жандармов 4 сентября 1881 года и был доставлен в так называемый тюремный замок, или, как его именовали арестанты, «Содержащую» тюрьму (ныне перестроенный 9 корпус ТПУ на улице Аркадия Иванова, 4.
Срок ссылки в Сибири отбывал в Якутской области в Амгинской слободе.

### Литературная карьера

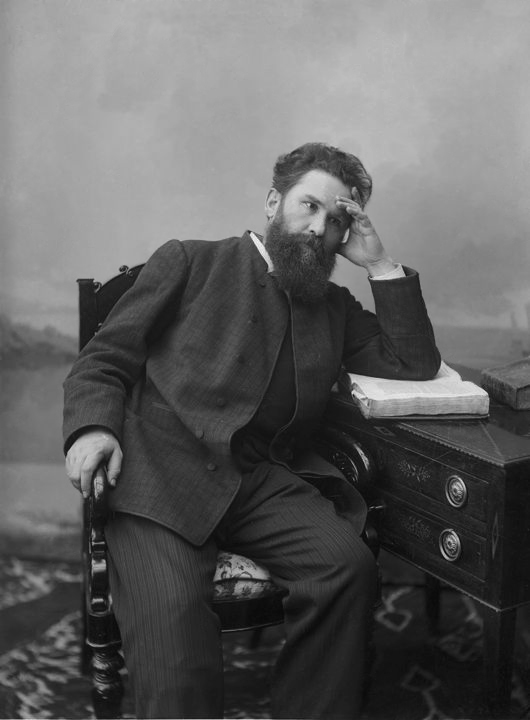
В. Г. Короленко. Нижний Новгород, 1890-е годы

В 1885 году Короленко разрешили поселиться в Нижнем Новгороде. Нижегородское десятилетие (1885—1895) — период наиболее плодотворной работы Короленко-писателя, всплеска его таланта, после которого о нём заговорила читающая публика всей Российской империи.
В январе 1886 года в Нижнем Новгороде Владимир Галактионович женился на Евдокии Семёновне Ивановской, которую давно знал; с ней он проживёт всю оставшуюся жизнь.
В 1886 году вышла его первая книга «Очерки и рассказы», в которую вошли сибирские новеллы писателя. В эти же годы Короленко публикует свои «Павловские очерки», явившиеся результатом неоднократных посещений села Павлова в Горбатовском уезде Нижегородской губернии. В произведении описывается тяжёлое положение кустарей-металлистов села, задавленных нищетой.
Настоящим триумфом Короленко стал выход его лучших произведений — «Сон Макара» (1885), «В дурном обществе» (1885) и «Слепой музыкант» (1886). В них Короленко с глубоким знанием человеческой психологии по-философски подходит к разрешению проблемы взаимоотношения человека и общества. Материалом для писателя послужили воспоминания о детстве, проведённом на Украине, обогащённые наблюдениями, философскими и социальными выводами зрелого мастера, прошедшего тяжёлые годы ссылок и репрессий. По мнению писателя, полноту и гармонию жизни, счастье можно почувствовать, только преодолев собственный эгоизм, став на путь служения народу.
В 1890-е годы Короленко много путешествует. Он посещает различные края Российской империи (Крым, Кавказ). В 1893 году писатель присутствует на Всемирной выставке в Чикаго (США). Результатом этой поездки стала повесть «Без языка» (1895). Короленко получает признание не только в России, но и за рубежом. Его произведения выходят на иностранных языках.

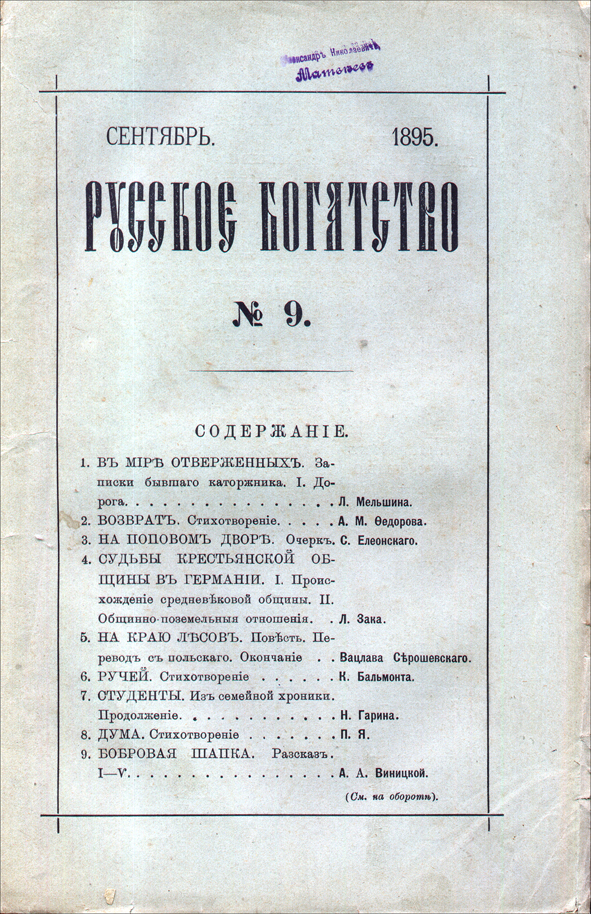
25 лет стоял Короленко у руля ведущего петербургского журнала «Русское богатство»

В 1895—1900 годах Короленко живёт в Петербурге. Он редактирует журнал «Русское богатство» (главный редактор с 1904 года). В этот период публикуются новеллы «Марусина заимка» (1899), «Мгновение» (1900).
В 1900 году писатель поселился в Полтаве, где прожил до своей смерти.
В 1905 году построил дачу на хуторе Хатки (Малый Перевоз), и до 1919 года проводил здесь с семьёй каждое лето.
В последние годы жизни (1906—1921) Короленко работал над большим автобиографическим произведением «История моего современника», которое должно было обобщить всё, что он пережил, систематизировать философские взгляды писателя. Произведение осталось незавершённым: работая над его четвёртым томом, писатель умер от воспаления лёгких.
Похоронен в Полтаве на Старом кладбище. В связи с закрытием этого некрополя 29 августа 1936 года могила В. Г. Короленко была перенесена на территорию Полтавского городского сада, а в 1940 году рядом была похоронена его жена. В 1962 году был установлен надгробный памятник, выполненный советским скульптором Надеждой Крандиевской.
В современной Украине памятник находится в Парке «Победа», который имеет статус памятника садово-паркового искусства общегосударственного значения.
Могила писателя и его жены входит в комплекс Литературно-мемориального музея В. Г. Короленко.

## Публицистика и общественная деятельность

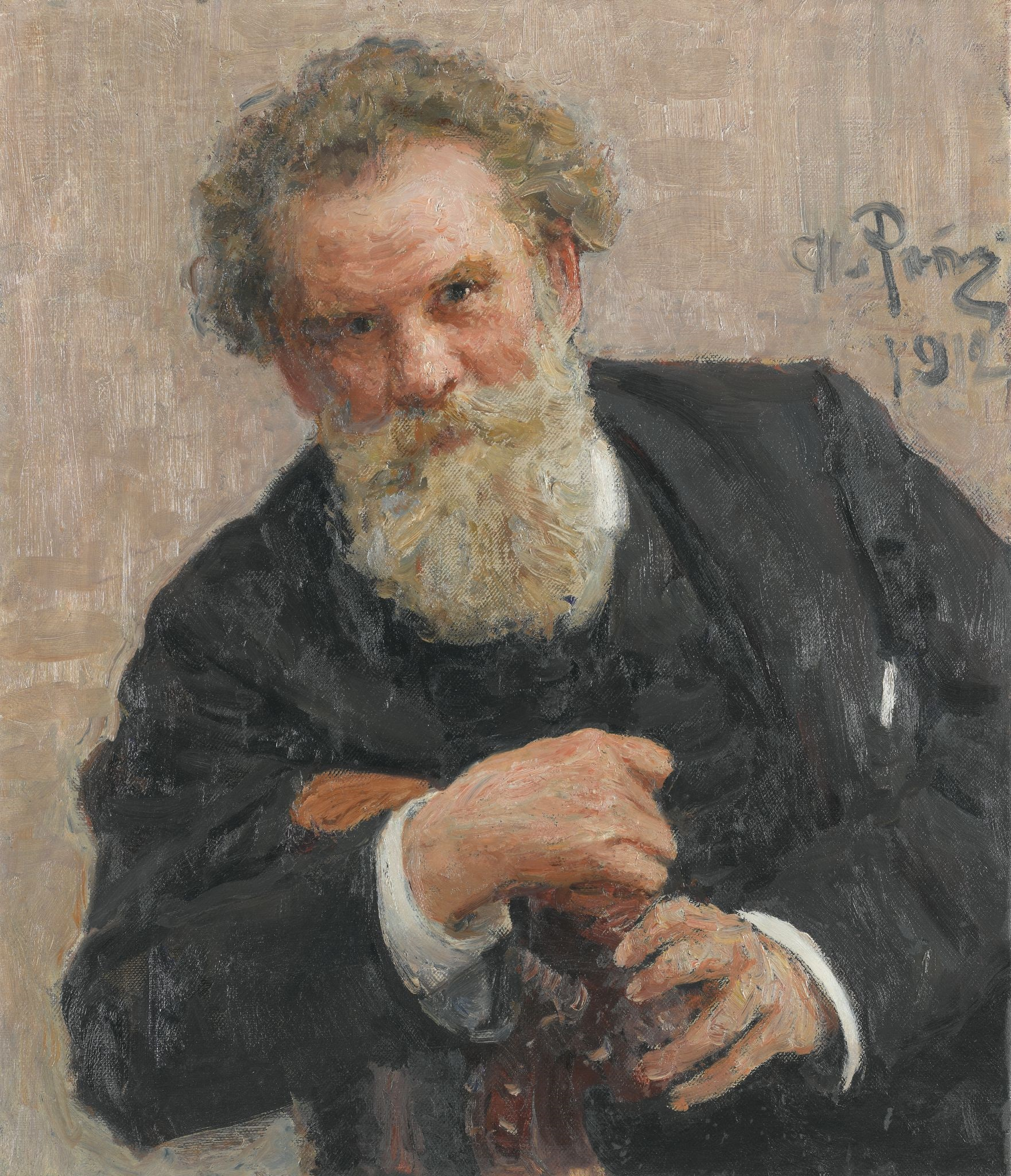
Владимир Короленко. Портрет работы И. Е. Репина

Популярность Короленко была огромна, и правительство было вынуждено считаться с его публицистическими выступлениями. Писатель привлекал внимание общественности к самым острым, злободневным вопросам. Он разоблачал голод 1891—1892 годов (цикл эссе «В голодный год»), привлёк внимание к «Мултанскому делу», осуждал государственные власти за жестокость мер по отношению к крестьянам, борющимся за свои права («Сорочинская трагедия», 1906), подвергал критике политику правительства после подавления революции 1905 года («Бытовое явление», 1910).
В своей литературной общественной деятельности обращал внимание на угнетённое положение евреев в России, был их последовательным и активным защитником.
В 1911—1913 годах Короленко выступал в защиту евреев в деле Бейлиса. В. Г. Короленко был автором обращения «К русскому обществу. По поводу кровавого навета на евреев», которое было опубликовано 30 ноября 1911 года в газете «Речь», перепечатано другими печатными органами и вышло отдельным изданием в 1912 году.
В 1900 году Короленко наряду с Львом Толстым, Антоном Чеховым, Владимиром Соловьёвым и Петром Боборыкиным был избран почётным академиком Петербургской академии наук по разряду изящной словесности, но в 1902 году сложил с себя звание академика в знак протеста против исключения из рядов академиков Максима Горького. После свержения монархии Российская академия наук в 1918 году избрала Короленко почётным академиком повторно.

## Отношение к революции и гражданской войне
В 1917 году А. В. Луначарский говорил, что на должность первого президента Российской Республики подходит Короленко. После Октябрьской революции Короленко открыто осудил методы, которыми большевики осуществляли строительство социализма. Позиция Короленко отражена в его «Письмах к Луначарскому» (1920) и «Письмах из Полтавы» (1921).
В 1921 году В. Г. Короленко и И. И. Горбунов-Посадов вместе организовывали в Полтаве помощь голодающим. В Полтаве помощь политзаключённым была организована Короленко и сестрой его жены П.С. Ивановской. Эта работа уже после 1922 года сильно уменьшилась и закончилась со смертью Ивановской в 1935 году.

## Короленко и Ленин
В. И. Ленин впервые упомянул о Короленко в своей работе «Развитие капитализма в России» (1899). Ленин писал: «сохранение массы мелких заведений и мелких хозяйчиков, сохранение связи с землёй и чрезвычайно широкое развитие работы на дому, — всё это ведёт к тому, что весьма многие „кустари“ в мануфактуре тяготеют ещё к крестьянству, к превращению в мелкого хозяйчика, к прошлому, а не к будущему, обольщают ещё себя всяческими иллюзиями о возможности (посредством крайнего напряжения работы, посредством бережливости и изворотливости) превратиться в самостоятельного хозяина»; «для единичных героев самодеятельности (вроде Дужкина в „Павловских очерках“ Короленко) такое превращение в мануфактурный период ещё возможно, но, конечно, не для массы неимущих детальных рабочих». Ленин, таким образом, признавал жизненную правдивость одного из художественных образов Короленко.
Вторично Ленин упомянул о Короленко в 1907 году. С 1906 года в печати стали появляться статьи и заметки Короленко об истязаниях украинских крестьян в Сорочинцах действительным статским советником Ф. В. Филоновым, возглавлявшим карательную экспедицию. Вскоре после публикации в газете «Полтавщина» открытого письма Короленко с разоблачениями Филонова последний был убит. Началась травля Короленко за «подстрекательство к убийству». 12 марта 1907 года в Государственной думе монархист В. В. Шульгин назвал Короленко «писателем-убийцей». В апреле того же года в Думе должен был выступать представитель социал-демократов Г. А. Алексинский. Для этого выступления Ленин написал «Проект речи по аграрному вопросу во второй Государственной думе». Упомянув в нём сборник статистических материалов департамента земледелия, обработанных неким С. А. Короленко, Ленин предостерёг от смешения этого лица со знаменитым однофамильцем, имя которого недавно было упомянуто на заседании Думы. Ленин отметил: «Обработал эти сведения г. С. А. Короленко — не смешивать с В. Г. Короленко; не прогрессивный писатель, а реакционный чиновник, вот кто этот г. С. А. Короленко».
Есть мнение, что сам псевдоним «Ленин» был выбран под впечатлением от сибирских рассказов В. Г. Короленко. Об этом пишет исследователь П. И. Негретов со ссылкой на воспоминания Д. И. Ульянова:271.
В 1919 году Ленин в письме к Максиму Горькому подверг резкой критике публицистическую работу Короленко о войне:271. Ленин писал: 

«Интеллектуальные силы» народа смешивать с «силами» буржуазных интеллигентов неправильно. За образец возьму Короленко: я недавно прочёл его, писанную в августе 1917 г., брошюру «Война, отечество и человечество». Короленко ведь лучший из «околокадетских», почти меньшевик. А какая гнусная, подлая, мерзкая защита империалистской войны, прикрытая слащавыми фразами! Жалкий мещанин, пленённый буржуазными предрассудками! Для таких господ 10 000 000 убитых на империалистской войне — дело, заслуживающее поддержки (делами, при слащавых фразах «против» войны), а гибель сотен тысяч в справедливой гражданской войне против помещиков и капиталистов вызывает ахи, охи, вздохи, истерики. Нет. Таким «талантам» не грех посидеть недельки в тюрьме, если это надо сделать для предупреждения заговоров (вроде Красной горки) и гибели десятков тысяч…
В 1920 году Короленко написал шесть писем А. В. Луначарскому, в которых критиковал внесудебные полномочия ЧК по вынесению смертных приговоров, а также призывал отказаться от идеалистической политики военного коммунизма, которая разрушает народное хозяйство, и восстановить естественные экономические отношения. По имеющимся данным, инициатива контакта Луначарского с Короленко исходила от Ленина. Согласно воспоминаниям В. Д. Бонч-Бруевича, Ленин надеялся, что Луначарский сумеет изменить негативное отношение Короленко к советскому строю. Встретившись в Полтаве с Короленко, Луначарский предложил, чтобы тот писал ему письма с изложением своих взглядов на происходящее; при этом Луначарский неосторожно пообещал опубликовать эти письма вместе со своими ответами. Однако на письма Луначарский не ответил. Короленко передал копии писем за границу, и в 1922 году они были опубликованы в Париже. Это издание вскоре появилось у Ленина. О том, что Ленин читает письма Короленко к Луначарскому, 24 сентября 1922 года сообщалось в газете «Правда»:272—274.

## Псевдонимы
| - Архивариус; - В.; - В. К.; - Вл. К.; - Гм-гм; - Журналист; - Зритель; - Зырянов, Парфён; - И. С.; - К.; - К-енко, В.; | - К-ко, Вл.; - Кор., В.; - Кор., Вл.; - Кор-о; - Кор-о, Вл.; - Корол., Вл.; - Кор-ский, В. Н.; - Король, Вл.; - Летописец; - Маленький человек; - Н. А.; | - Н. О.; - Незваный, Андрей; - Не-статистик; - Нижегородец; - Нижегородский сотрудник «Волжского вестника»; - О. Б. А. (с Н. Ф. Анненским); - Обыватель; - Оро; - Пассажир; - Полтавец; - Провинц. наблюдатель; | - Провинциальный наблюдатель; - Простодушный читатель; - Прохожий; - Старожил; - Старый читатель; - Тентетников; - П. Л.; - N; - W. |

## Семья

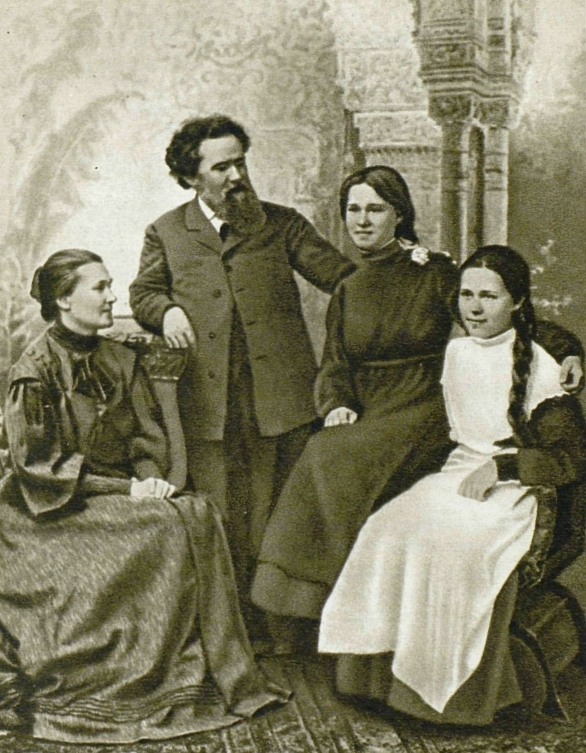
В. Г. Короленко в кругу своей семьи. Слева направо: Евдокия Семёновна — жена В. Г. Короленко, Владимир Галактионович и его дочери — Наталья и Софья

- Был женат на Евдокии Семёновне Ивановской — революционерке-народнице.
  - Двое детей: Наталья (1888[25] — 1950; в замужестве Ляхович) и Софья (1886—1957; замуж не выходила). Ещё двое умерли во младенчестве.
    - Внучка (дочь Натальи) — Софья Константиновна Ляхович (1914—1993). Ее первый муж — Сергей Иванович Шиголев[источник не указан 548 дней], второй муж (1912—1989) — Александр Вениаминович Храбровицкий[26], исследователь творчества В. Г. Короленко.
- Сёстры жены П. С. Ивановская, А. С. Ивановская и брат жены В. С. Ивановский — были революционерами-народниками.
- Племянник Владимир Юлианович Короленко — юрист, один из 16 защитников, принявших участие в «шахтинском» процессе. Репрессирован, содержался в Соловецком лагере, расстрелян в урочище Сандормох под Медвежьегорском 3 ноября 1937 года[27][28][значимость факта?].

## Оценки
Современники высоко ценили Короленко не только как писателя, но и как человека и как общественного деятеля. Обычно сдержанный И. Бунин сказал о нём:
Радуешься тому, что он живёт и здравствует среди нас, как какой-то титан, которого не могут коснуться все те отрицательные явления, которыми так богата наша нынешняя литература и жизнь. Когда жил Л. Н. Толстой, мне лично не страшно было за всё то, что творилось в русской литературе. Теперь я тоже никого и ничего не боюсь: ведь жив прекрасный, непорочный Владимир Галактионович Короленко.
— И. А. Бунин, Беседа с корреспондентом одесской газеты «Южная мысль» в связи с 60-летием В. Г. Короленко, № 565 (14 июля 1913 года).
А. В. Луначарский после Февральской революции высказал мнение, что именно Короленко следовало бы стать президентом российской республики. У Максима Горького Короленко вызывал чувство «непоколебимого доверия». Горький писал:
Я был дружен со многими литераторами, но ни один из них не мог мне внушить того чувства уважения, которое внушил Владимир Галактионович с первой моей встречи с ним. Он был моим учителем недолго, но он был им, и это моя гордость по сей день.
— М. Горький, Письмо Е. С. Короленко, 7 октября 1925 года.
А. П. Чехов отзывался о Короленко так:
Я готов поклясться, что Короленко очень хороший человек. Идти не только рядом, но даже за этим парнем — весело.
— А. П. Чехов, Письмо А. Н. Плещееву, 9 апреля 1888 года.

## Память

Бюст В. Г. Короленко на его родине в Житомире (Украина)

### Музеи
- Дом-музей «Дача Короленко» находится в посёлке Джанхот, примерно в 20 км. юго-восточнее Геленджика. Основное здание было построено в 1902 году по чертежам писателя, а хозяйственные помещения и здания достраивались на протяжении нескольких лет. В этой резиденции писатель жил в 1904, 1908, 1912 и 1915 годах.
- В Нижнем Новгороде на базе школы № 14 работает музей, в котором собраны материалы по нижегородскому периоду жизни писателя.Памятник В. Г. Короленко в Полтаве (Украина)

Памятник В. Г. Короленко в Полтаве (Украина)

- Музей в городе Ровно на месте Ровенской мужской гимназии.
- На родине писателя, в городе Житомире, в 1973 году открыт дом-музей писателя.
- В Полтаве существует Музей-усадьба В. Г. Короленко — дом, в котором писатель прожил последние 18 лет жизни.
- Ландшафтный заказник общегосударственного значения «Дача Короленко». Полтавская область, Шишакский район, село Малый Перевоз (бывший хутор Хатки). Здесь писатель отдыхал и работал летом с 1905 года.

Дом-музей В. Г. Короленко в селе Черкёх.
Создан в конце 1970-х годов в Таттинском улусе Якутии в Черкехском мемориальном музейном комплексе «Якутская политическая ссылка» (ныне Черкехский историко-этнографический музей)

### Библиотеки имени В. Г. Короленко
Список составлен по материалам Виртуального музея В. Г. Короленко с уточнениями и дополнениями по отдельно указанным источникам.
- Харьковская государственная научная библиотека имени В. Г. Короленко.
- Черниговская областная универсальная научная библиотека имени В. Г. Короленко.
- Глазовская публичная научная библиотека имени В. Г. Короленко.
- Библиотека № 44 имени В. Г. Короленко в Москве[31][32][33].
- Библиотека в Ижевске.
- Воронежская областная специальная библиотека для слепых имени В. Г. Короленко.
- Областная специальная библиотека имени В. Г. Короленко в Кургане.
- Районная библиотека № 13 в Перми.
- Центральная библиотека в Геленджике.
- Детская библиотека № 6 в Санкт-Петербурге[34].
- Библиотека № 26 в Екатеринбурге.
- Библиотека-филиал № 11 в Запорожье.
- Детская библиотека в Новосибирске.
- Центральная библиотека в Мариуполе.
- Центральная районная библиотека им. В. Г. Короленко Нижегородского района в Нижнем Новгороде.
- Павловская центральная библиотека им. В. Г. Короленко. Павлово, Нижегородская область[35].
- Библиотека-филиал № 7 имени В. Г. Короленко в Волгограде[36].

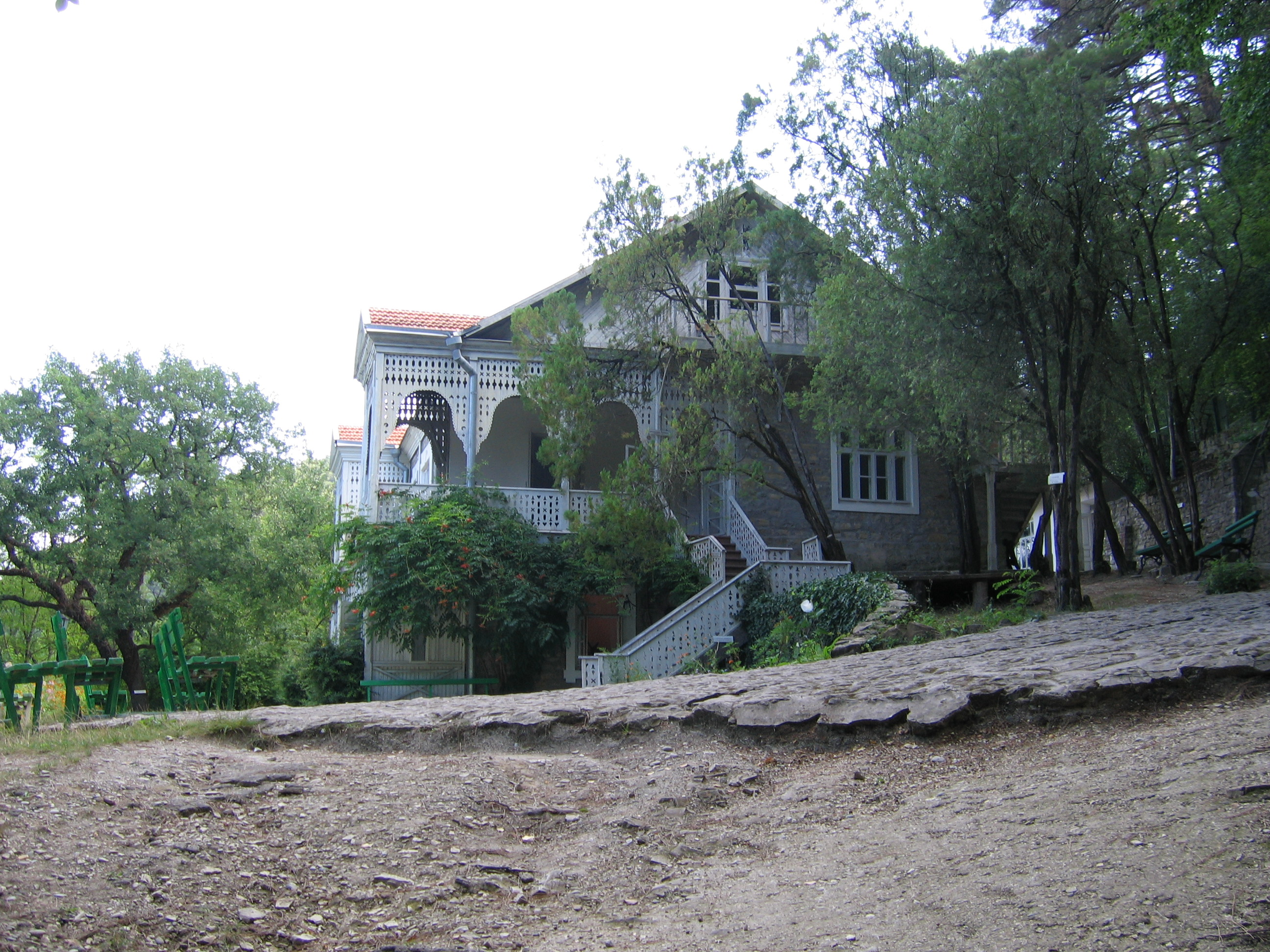
Дом-музей «Дача Короленко» в посёлке Джанхот (Краснодарский край)

### Другие учреждения и объекты
Имя Короленко присвоено:
- В 1961 году Государственному русскому драматическому театру Удмуртии в Ижевске присвоено имя В. Г. Короленко, выступившего в качестве защитника удмуртских крестьян в Мултанском деле. О событиях дела поставлен спектакль «Русский друг»;
- В 1973 году на родине писателя в Житомире установлен памятник (скульптор В. Винайкин, архитектор Н. Иванчук);
- Полтавскому государственному педагогическому институту;
- Школам в Полтаве и Житомире;
- Глазовскому государственному педагогическому институту;
- Средней общеобразовательной школе № 14 в Нижнем Новгороде;
- Учебно-воспитательному комплексу в Харькове;
- Школе № 3 в Керчи;
- Центр образования № 2 в г. Ногинске (Подмосковье);
- Пассажирскому теплоходу СССР;
- В 1978 году к 125-летию писателя установлен памятник возле дачи в селе Хатки Шишакского района Полтавской области;
- В 1990 году Союз писателей Украины учредил литературную премию имени Короленко для лучшего русскоязычного литературного произведения Украины;
- В 1993 году малой планете 3835.
- Школа №1 в Амге

### Топоним
- Село в Удмуртии, для жителей которого Короленко выступил в качестве правозащитника (от наветного Мултанского дела).

### В филателии и нумизматике

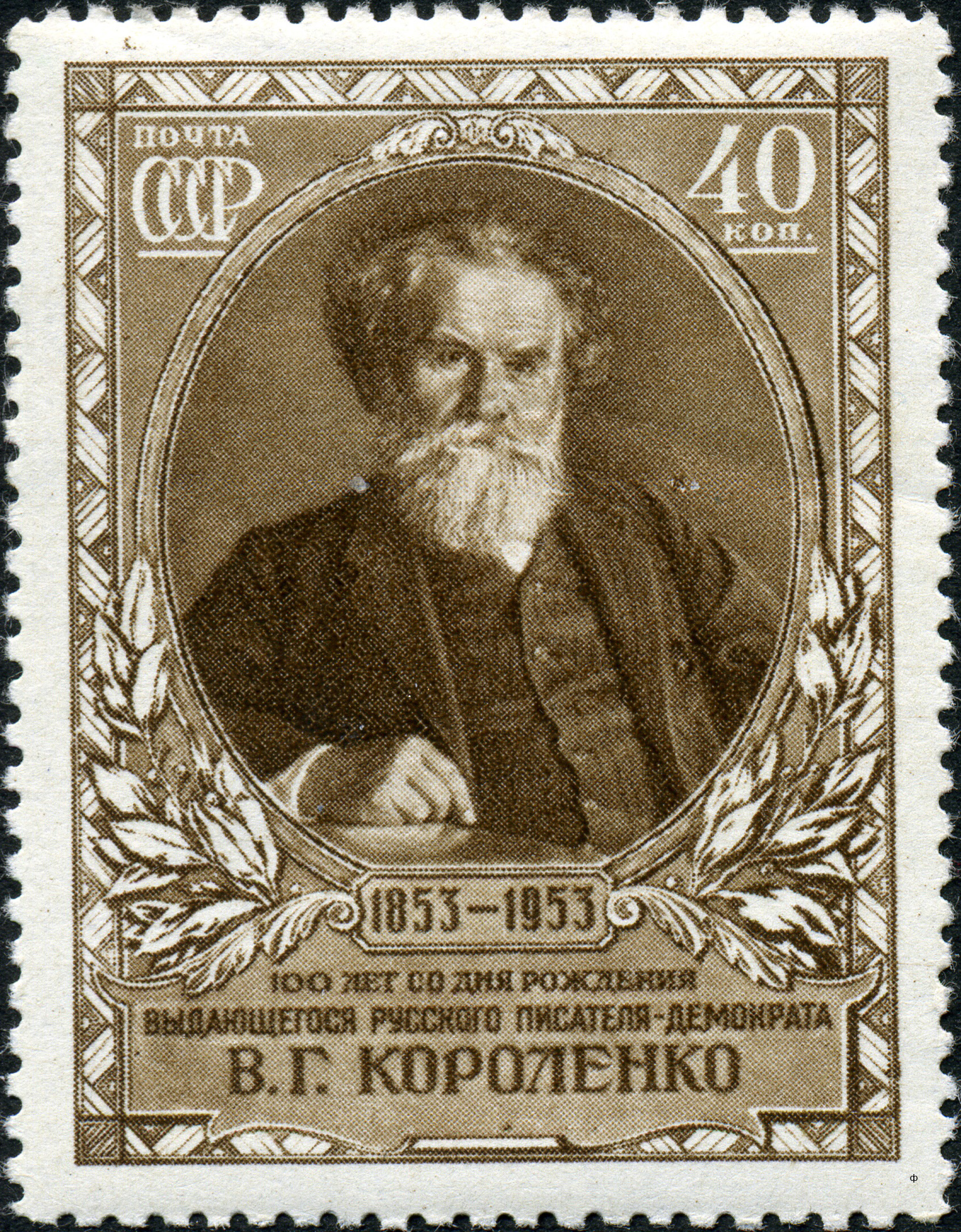
Почтовая марка СССР, 1953 год
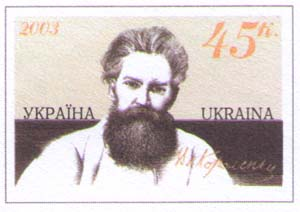
Почтовая марка Украины, 2003 год
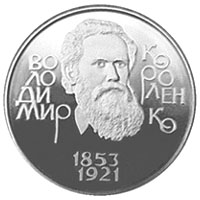
Памятная монета Украины

### Стипендия им. В. Г. Короленко
Стипендия была учреждена в Глазовском педагогическом институте имени В. Г. Короленко. В настоящее время не присуждается.

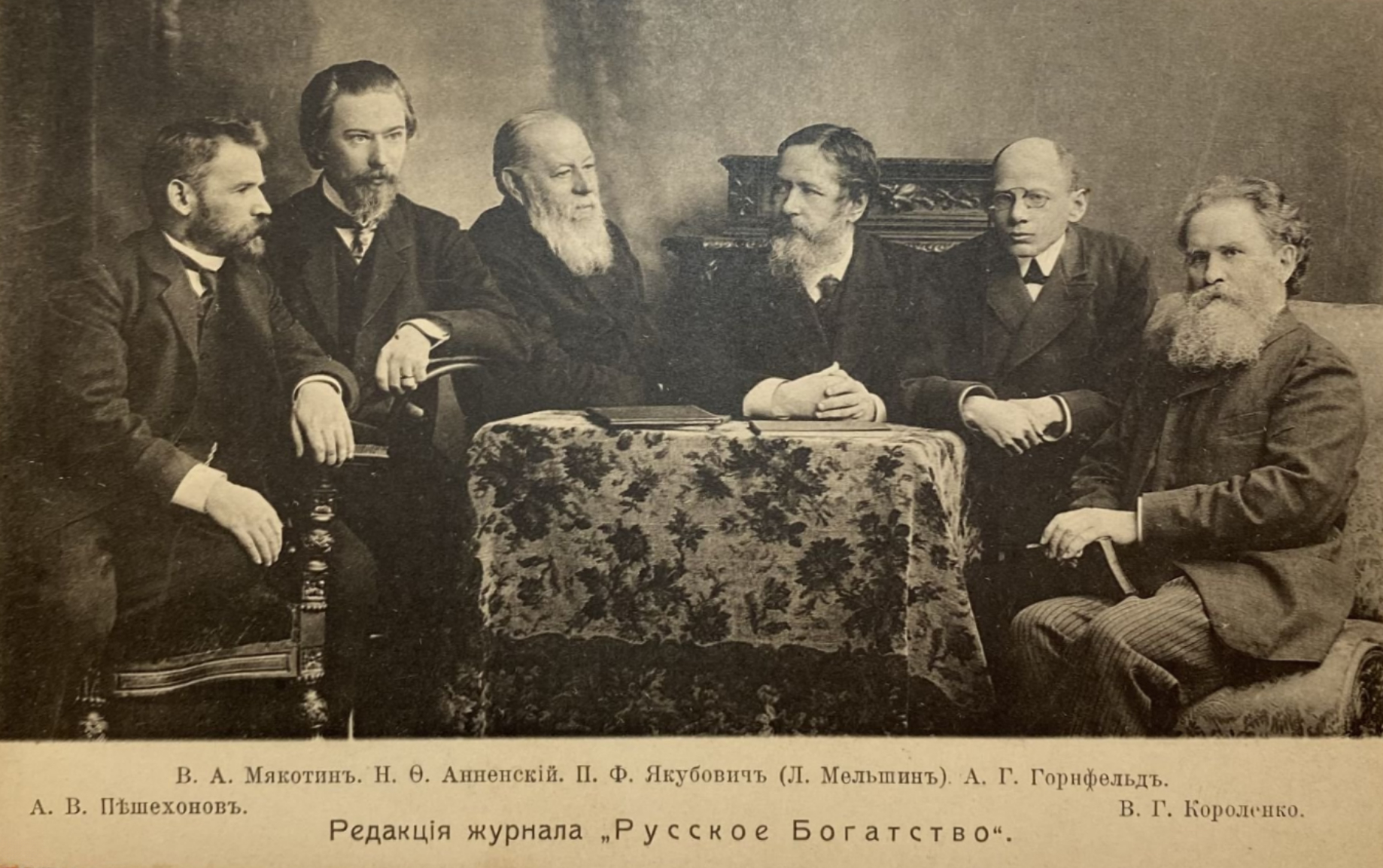
Редакция журнала «Русское богатство»

### Издание произведений
- Собрание сочинений в 6 переплётах. — СПб., 1907—1912.
- Полное собрание сочинений в 9 т. — Петроград: Изд. т-ва А. Ф. Маркс, 1914.
- Полное собрание сочинений, т. 1—5, 7—8, 13, 15—22, 24, 50—51; Посмертное издание, ГИЗ Украины, Харьков — Полтава, 1922—1928.
- Сибирские очерки и рассказы, ч. 1—2. — М.: Гослитиздат, 1946.
- Собрание сочинений в 10 т. — М., 1953—1956.
- В. Г. Короленко о литературе. — М.: Гослитиздат, 1957.
- Собрание сочинений в 5 т. — М., 1960—1961.
- Собрание сочинений в 6 т. — М., Издательство «Правда», 1971.
- Собрание сочинений в 5 т. — Л.: Художественная литература, 1989—1991.
- История моего современника в 4 т. — Л., 1976.
- Короленко В. Г. Дневник: 1917—1921. Письма. — М.: Советский писатель, 2001. — 544 с. — 5000 экз. — ISBN 5-265-03471-4.
- Была бы жива Россия. Неизвестная публицистика 1917—1921 гг. — М., 2002.
- Неизданный В. Г. Короленко. Публицистика. 1914—1916. — 2011. — 352 с. — 1000 экз. — ISBN 978-5-7510-0531-3; 978-5-7510-0530-6.
- Неизданный В. Г. Короленко. Публицистика. Т. 2. 1917—1918. — 2012. — 448 с. — 1000 экз. — ISBN 978-5-7510-0537-5; 978-5-7510-0530-6.
- Неизданный В. Г. Короленко. Публицистика. Т. 3. 1919—1921. — 2013. — 464 с. — 1000 экз. — ISBN 978-5-7510-0540-5; 978-5-7510-0530-6.
- Неизданный В. Г. Короленко (1914—1921): дневники и записные книжки. — М.: Пашков дом, 2013. — Т. 1. 1914—1918. — 352 с. — ISBN 978-5-7510-0555-9.
- Неизданный В. Г. Короленко (1914—1921): дневники и записные книжки. — М.: Пашков дом, 2013. — Т. 2. 1919—1921. — 400 с. — ISBN 978-5-7510-0556-6.
- «… Что написано — неопровержимо» — «… Що написано — неспростовне». — Киев: Персонал, 2010. — 468 с. — (Бібліотека українознавства; вип. 18).

## Экранизации произведений
- Долгий путь (СССР, 1956, режиссёры: Леонид Гайдай, Валентин Невзоров).
- Полесская легенда (СССР, 1957, режиссёры: Пётр Василевский, Николай Фигуровский).
- Слепой музыкант (СССР, 1960, режиссёр Татьяна Лукашевич).
- Среди серых камней (СССР, 1983, режиссёр Кира Муратова).

## Литература

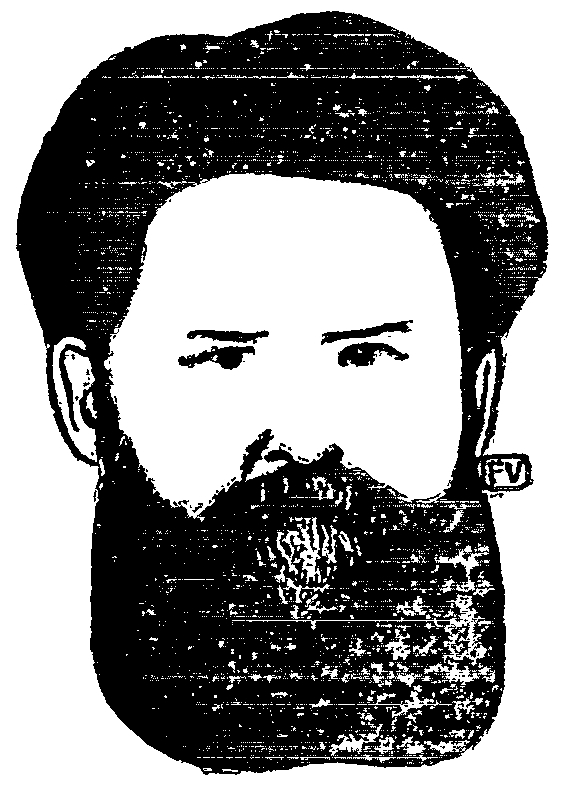
Феликс Валлотон. Портрет В. Г. Короленко, 1896

## Комментарии
1. ↑  Сергей Александрович Короленко (?—1908) — русский экономист-статистик, автор публикаций по экономическим и общественно-политическим вопросам. Помещик села 1-я Александровка Магдалиновской волости Новомосковского уезда Екатеринославской губернии[18]. Окончил Николаевское кавалерийское училище и Академию генерального штаба. В 1884—1898 годах был женат на сестре выдающегося русского учёного-минералога Владимира Ивановича Вернадского Екатерине. В 1884—1889 гг. почётный мировой судья Новомосковского уезда Екатеринославской губернии. С 1889 года служил в департаменте земледелия и сельской промышленности Министерства государственных имуществ. В 1900-х гг. сотрудничал с черносотенной газетой «Новое время». Был азартным игроком в карты, покончил жизнь самоубийством из-за стресса.[19][20]